# WagnisART

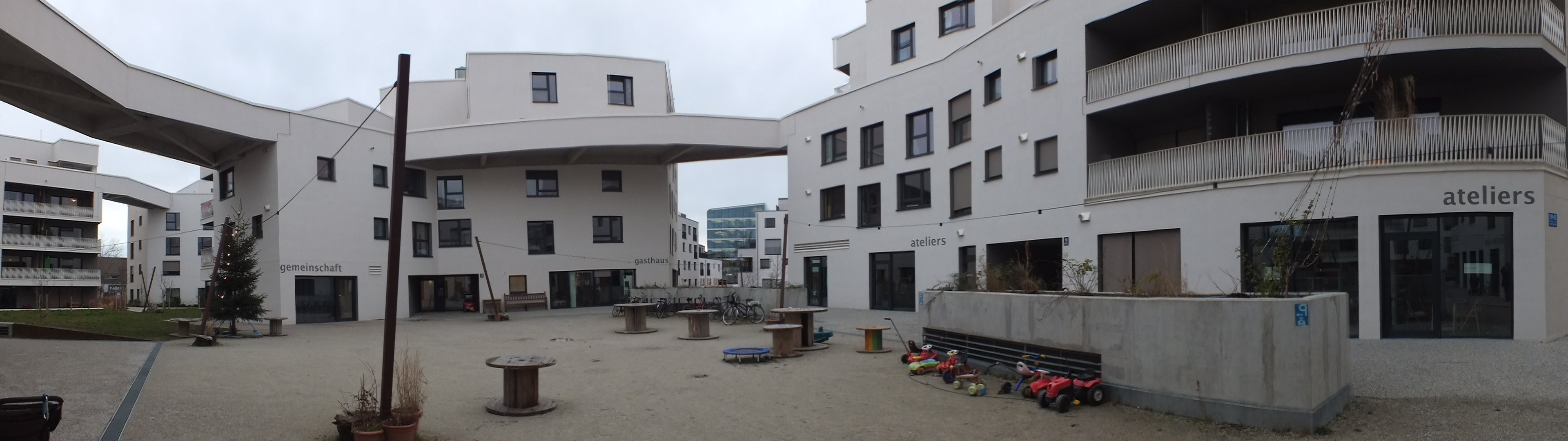
Blick auf wagnisART, den Oasenhof und die Atelierräume im Jahr 2018

Das Wohnbauprojekt wagnisART wurde von der Genossenschaft wagnis e.G. im Jahr 2016 fertiggestellt. Es befindet sich im Quartier Domagkpark im Münchner Stadtbezirk Schwabing-Freimann. Bekannt ist es durch seine vielfach prämierte Architektur, durch Förderung von Kunst und Kultur sowie durch innovative partizipative Wohnformen wie das Cluster-Wohnen.

## Lage

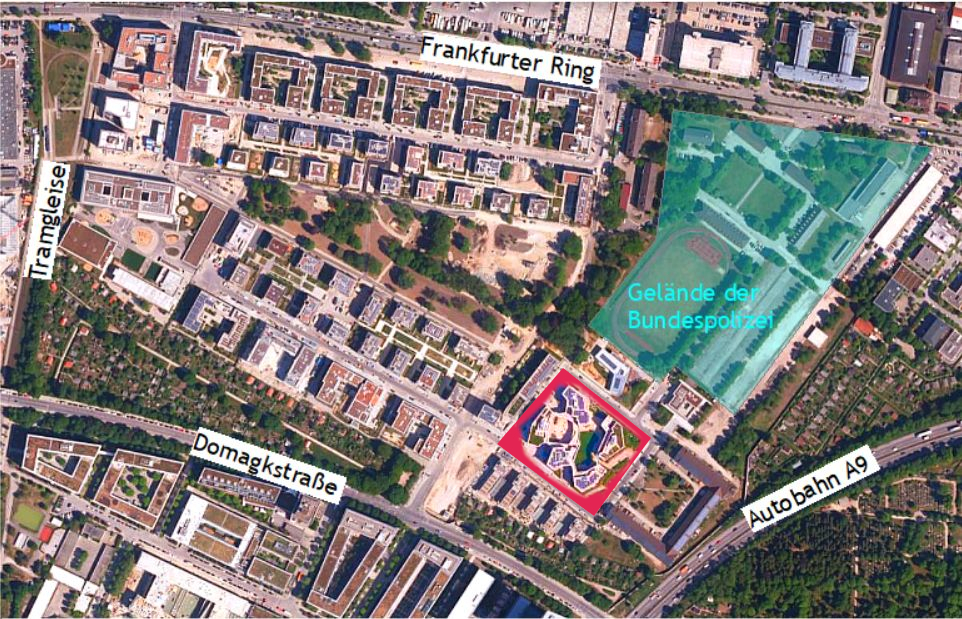
Lage des Wohnbauprojekts wagnisART (rot umrandet) innerhalb des Stadtviertels Domagkpark

WagnisART liegt im südöstlichen Teil des Quartiers Domagkpark in unmittelbarer Nachbarschaft zu einem Wohnprojekt der Genossenschaft Wogeno sowie zum Städtischen Atelierhaus am Domagkpark. Es wurde auf einem ehemaligen Kasernengelände errichtet. Der künstlerische Fokus des Projekts gründet sich auf eine vorher auf dem ehemaligen Kasernengelände befindliche Künstlerkolonie, die rund 300 Werkstätten zählte.

## Architektur
Das Wohnprojekt umfasst fünf polygonale Häuser, die durch massive Brücken verbunden sind und zwei unterschiedliche Höfe bilden. Neben den Wohnungen gibt es zwei große Veranstaltungsräume, umfangreiche Gemeinschafts- und Gewerbeflächen sowie ein Restaurant. Die Dachlandschaft mit Terrassen, Brücken und Gärten bleibt den Bewohnern vorbehalten. Insgesamt gibt es 138 Wohnungen, davon acht Wohn-Cluster, in denen vier bis zehn Apartments an einem Gemeinschaftsraum (Küche/Wohnzimmer) liegen. Zudem findet man dort ein Künstler-Cluster ARTrefugio, Ateliers, Praxisräume, Büros, einen Veranstaltungsraum, Werkstätten, ein Waschcafé, eine Nähstube, einen „Toberaum“, Proberäume, mehrere Gäste-Apartments, Gemeinschafts-Dachgärten, Gemeinschaftsterrassen und -brücken, einen Dorfplatz und einen Oasenhof. Die Gebäude sind nach Passivhaus-Standard errichtet, es gibt eine durch die Energiegenossenschaft Isarwatt betriebene Photovoltaikanlage und eine Mobilitätsstation mit Leih-Fahrrädern. Eine weitere Besonderheit des Wohnprojekts ist das Nebeneinander verschiedener Förderstufen innerhalb der Gebäude: 30 % der Wohnungen sind frei finanziert, 40 % werden im sogenannten „München Modell“ gefördert und 30 % sind nach EOF (einkommensorientierter Förderung) gefördert.

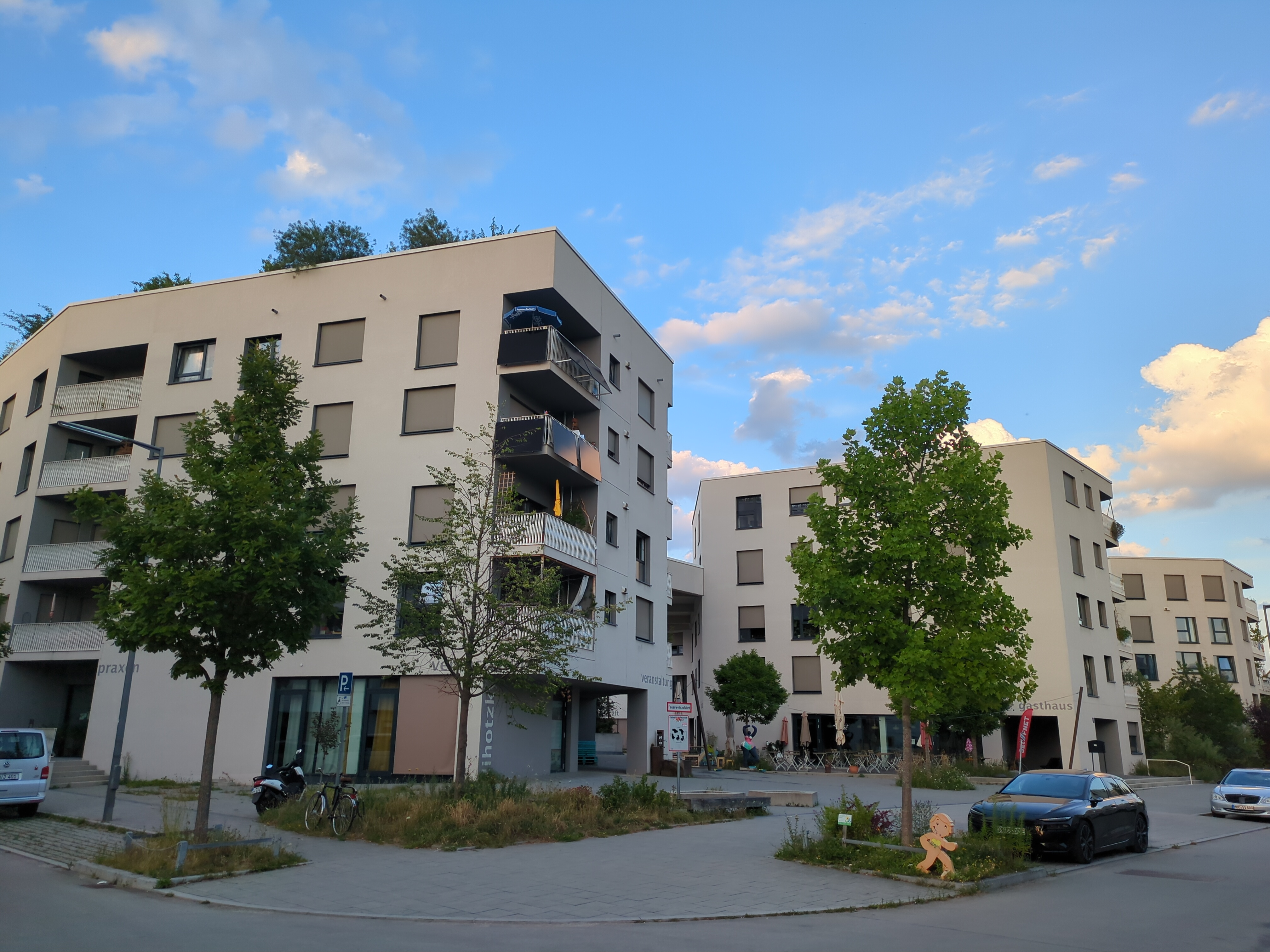
Blick auf wagnisART, Juli 2025

Am Bauprozess von wagnisART waren Architekten von bogevischs Buero und Schindler-Hable sowie Landschaftsarchitekten von bauchplan ).( sowie Auböck + Kárász beteiligt. Die Planung der Haustechnik und des Passivhauskonzeptes führte das Ingenieurbüro EST aus. Die Projektleitung der Genossenschaft lag bei Elisabeth Hollerbach. Eine Besonderheit des Projekts ist, dass 180 Genossen in zahlreichen Workshops den gesamten Komplex partizipativ mitplanten und nach Fertigstellung auch teilweise selbständig verwalten. Durch seine innovative Architektur und den starken Fokus auf gemeinschaftliches Leben ist es ein Beispiel für Solarpunk-Ästhetik, indem es nachhaltige Bauweisen (u. a. Dachgärten und Passivhausstandard), grüne Technologien (Photovoltaikanlagen und Balkonkraftwerke) und integrative Gemeinschaftsstrukturen vereint, die im Einklang mit ökologischen und sozialen Idealen eines nachhaltigen, zukunftsorientierten Lebensstils stehen.
Architekturpreise:
- 2016: Deutscher Städtebaupreis
- 2016: Nominierung für den Preis Soziale Stadt
- 2017: DGNB Preis „Nachhaltiges Bauen“
- 2017: Deutscher Landschafts-Architektur-Preis
- 2018: Preis „Mehr Grün für München“ des Baureferats (Gartenbau) in der Kategorie „Preis für die vorbildliche Gestaltung der Außenanlagen“
- 2018: Anerkennung des Preises für Baukultur der Metropolregion München
- 2018: DAM Preis für Architektur in Deutschland des Deutschen Architekturmuseums
- 2018: Ehrenpreis für guten Wohnungsbau der Stadt München[9]
- 2018: Nominierung für den Deutschen Bauherrenpreis[10]
- 2022: „Gestalter im Team Energiewende Bayern“[11]

## Medienberichte
- Genossenschaftliche Wohnanlage wagnisART in München, Videopräsentation durch die bayerische Landesagentur für Energie und Klimaschutz (LENK) im Rahmen der Tagung „Gebäudetechnik der Zukunft – Denken in Kreisläufen“, 10.-11.11.2022